# Ornithogalum pullatum
Ornithogalum pullatum är en sparrisväxtart som beskrevs av Frances Margaret Leighton. Ornithogalum pullatum ingår i släktet stjärnlökar, och familjen sparrisväxter. Inga underarter finns listade i Catalogue of Life.